# بلدية بيمنتا بوينو
بلدية بيمنتا بوينو هي بلدية في البرازيل، تتبع روندونيا، بلغ عدد سكانها 37٬786  نسمة، في 2016، تبلغ مساحتها 6٬241٫072 كيلومتر مربع، رمزها البريدي هو 76970-000.